# Кринум
Кринум (Crinum) — рід цибулинних рослин родини Амарилісові (Amaryllidaceae).
Багаторічні трав'янисті рослини. Кринум відрізняється від інших амарилісових насамперед гігантськими розмірами, хоча серед представників роду є і невеликі рослини.
Цибулина з подовженою або короткою шийкою. Багато видів утворюють псевдостовбур з підоснови листя, що закінчується віялом з листкових пластинок. Досягають в діаметрі 15 см.

Листя численні, довгі, довжиною до 1 м, лінійно-ланцетні, ременевидні. На відміну від інших амарилісових молоді листки не пласкі, а згорнуті в трубочку.
Квітки зібрані в окружкові суцвіття, великі, сидячі або на коротких ніжках. Між двома суцвіттями утворюється від 9 до 12 листків, проте розвивається суцвіття тільки в тій частині цибулини, де листкові пластинки давно засохли. Від моменту утворення суцвіття до його повного розвитку може пройти до п'яти сезонів зростання. Квітконоси досягають метрової висоти і несуть 6-10 квіток, які звисають вниз на квітконіжках. Пелюстки бувають білими, з ніжним малиновим відтінком або рожеві. Діаметр кожної квітки 15-20 см.
Поширені в тропічних і субтропічних зонах обох півкуль.
Вирощуються в якості декоративних кімнатних рослин.